# 定边县各级文物保护单位列表
以下为陕西省榆林市定边县各级文物保护单位列表。

## 陕西省文物保护单位
- 五庄果梁遗址
- 石城子遗址
- 定边鼓楼
- 砖井堡遗址
- 三山堡遗址
- 柳树涧堡遗址
- 新兴堡遗址